# Croton polycarpus
Espèce
Croton polycarpus est une espèce de plantes à fleurs du genre Croton et de la famille des Euphorbiaceae, présente en Colombie.
Il a pour synonyme :
- Oxydectes polycarpa, (Benth.) Kuntze